# Bách Việt tiên hiền chí
Bách Việt tiên hiền chí (tiếng Trung: 百越先賢志; bính âm: Bǎi yuè xiān xiánzhì) là cuốn sách thuộc loại sử bộ do Âu Đại Nhậm đời Minh biên soạn, tổng cộng bốn quyển. Nội dung tác phẩm ghi chép rõ về thời đại, thân thế, sự nghiệp, quê quán, đạo lý và cách xử thế của các hiền giả đời xưa thuộc tộc Bách Việt lẫn các nước Sở, Ngô, Việt.

## Lịch sử ấn bản
Bách Việt tiên hiền chí là cuốn sách hiếm hoi còn sót lại đến nay do Âu Đại Nhậm biên soạn và tự viết lời tựa đề ngày Đông Chí tháng 11 năm Gia Tĩnh thứ 33 (1554) thời Minh. Theo bộ Tứ khố toàn thư Tổng mục đề yếu thì sách này gồm bốn quyển viết về 120 vị tiên hiền thuộc tộc Bách Việt. Qua lời bạt của Bách Việt tiên hiền chí do hiệu sách Văn Tự Hoan Ngu Thất ấn hành, được biết sử quán triều Minh coi cuốn sách này là nguồn sử liệu chính xác, đã khắc và in nguyên văn toàn bộ bản thảo, đóng chung vào Nghệ văn chí để làm tài liệu cho các sử gia tra cứu và trích dẫn, cất giữ ở Tứ khố toàn thư. Do vậy mà được lưu truyền rất ít trong học giới Trung Quốc.
Năm Càn Long thứ 37 (1772), hoàng đế xuống chiếu mở Tứ khố toàn thư của nhà Minh thì mới phát hiện nội dung của Bách Việt tiên hiền chí không còn nguyên vẹn nữa, có nhiều chữ và nhiều đoạn trong sách đã bị nát mất. Năm Đạo Quang thứ 11 (1831), hiệu sách Văn Tự Hoan Ngu Thất khắc in y nguyên bản còn sót lại gồm 106 vị tiên hiền. Những phần bị nát mất đều được khắc in chữ "khuyết", không tự ý bổ túc. Bản in này có lời bạt của học giả Ngũ Nguyên Vi, đề ngày bát tịch mùa thu năm Tân Mão (rằm tháng 8 năm 1831).
Năm Hàm Phong thứ 10 (1860), liên quân Anh Pháp tiến vào Bắc Kinh đốt phá tan hoang. Số phận của bộ sách này thêm một lần điêu đứng. Tháng 12 năm Dân Quốc thứ 26 (1936), Thương vụ ấn thư quán ở Thượng Hải in lại bản mà Văn Tự Hoan Ngu Thất đã ấn hành chỉ thêm một chữ "Minh" thành "Minh Thuận Đức Âu Đại Nhậm Trinh Bá soạn" và sửa lại chữ "Mâu" trong tiên hiền thứ 18 quyển 2 là "Kỳ Mâu Tuấn" thành "Kỳ Vô Tuấn" mà thôi.

## Mục lục tiên hiền

### Quyển 1
Âu Dã Tử, Thù Vô Dư, Âu Dương, Văn Chủng, Kế Nghê, Phạm Lãi, Tiết Chúc, Trần Âm, Chư Kê Dĩnh, Cao Cố, Sử Lộc, Mai Huyên, Công Sư Ngung, Trương Mãi, Trịnh Nghiêm, Hà Di, Tất Thủ, Đô Kê, Nghiêm Trợ, Chu Mãi Thần, Đặng Mật, Tôn Báo, Ngô Bá, Trịnh Cát, Hà Đan, Mai Phúc.

### Quyển 2
Nghiêm Quang, Trần Nguyên, Trầm Phong, Cố Phụng, Trần Hiêu, Trịnh Hoằng, Thái Luân, Vương Sung, Dương Phu, Trương Trọng, Dưỡng Phấn, Bao Hàm, Đặng Thịnh, Dương Phù, Chung Ly Ý, Hứa Kinh, Chiêu Mãnh, Kỳ Mâu Tuấn, Trần Lâm, Lý Tiến, Long Khâu Trường.

### Quyển 3
Từ Hủ, Đạm Đài Kính Bá, Lưu Hy, Mạnh Thường, Hoàng Xương, Bành Tu, Ngụy Lãng, Từ Trưng, Thân Sóc, Trương Vũ, Lục Tục, Đái Tựu, Đường Trân, Chu Tuấn, Tạ Di Ngô, Hạ Thuần, Đổng Chính, Sơ Nguyên, Triệu Diệp, Hàn Thuyết.

### Quyển 4
La Uy, Đường Tụng, Đốn Kỳ, Đinh Mật, Nhan Ô, Phí Phiếm, Từ Trĩ, Quách Thương, Diêu Tuấn, Đổng Phụng, Ngu Quốc, Đổng Ảm, Hoàng Hào, Đinh Mậu, Doãn Nha, Từ Đăng, Thịnh Hiến, Trầm Du, Diêu Văn Thức, Ngô Đãng, Hành Nghị, Sĩ Nhiếp, Ngu Phiên, Lý Tổ Nhân, Vương Phạm, Hoàng Thư, Đào Diên, Trương Phường, Diêu Thành Phủ, Hoàng Cung, Tẩy Kinh, Nguyễn Khiêm Chi, Liêu Xung, Phùng Dung, Vi Thiên Đạo, Mạc Tuyên Khanh, Dương Hoàn.

## Dịch phẩm
- Âu Đại Nhậm, Bách Việt tiên hiền chí, Trần Lam Giang dịch, Trung tâm Nghiên cứu Văn hóa Việt Nam, 2006, Thư viện Việt Nam tái bản 2012, Little Saigon, 526 trang.